# 406 f.Kr.

## Händelser

### Efter plats

#### Grekland
- Kallikratidas utnämns till överbefälhavare för den spartanska flottan och efterträder därmed Lysander. Kallikratidas samlar ihop en flotta och seglar till Mithymna på Lesbos, som han börjar belägra, något som hotar Atens sädesförsörjning.
- Alkibiades ersätts av en styrelse av generaler. Aten skickar en av dessa, amiral Konon, för att försöka avstyra belägringen av Mytilene. För att försvara Lesbos tvingas Konon föra sin numerärt underlägsna flotta från Samos till Hekatonnesiörna nära Mithymna. När Kallikratidas anfaller honom tvingas Konon tillbaka till Mytilene, där han blockeras av Kallikratidas spartanska flotta.
- Atenarna segrar i slaget vid Arginosai, nära Lesbos, och blockaden mot Konon kan därmed brytas. För att avlasta Konon samlar atenarna ihop en ny flotta, bestående av nybyggda fartyg med oerfarna besättningar. Denna oerfarna flotta är underlägsen spartanernas, men dess befälhavare använder ny och oortodox taktik, vilket gör att atenarna kan tillräkna sig en dramatisk och oväntad seger. Den spartanska styrkan besegras grundligt och Kallikratidas dödas.
- Då han återvänder till Aten efter fältslagen leder Theramenes stadens opposition mot de åtta generaler, som har fört befälet; de sex som har återvänt till Aten döms för försumlighet, eftersom de inte har plockat upp överlevande från de fartyg, som har gått om intet under slaget. Dessa generaler (inklusive Perikles son) avrättas.
- Sparta söker fred, vilket den atenske ledaren Kleofon vägrar. Sparta går då med på kravet från den persiske satrapen Kyros att Lysander ska föra befälet över en flotta i Hellesponten.

#### Romerska republiken
- Romerska styrkor inleder en tio år lång belägring av Veii.

#### Karthago
- Karthagerna invaderar återigen Sicilien, genom att anfall Agrigentum (Acragas). Pesten utbryter dock i deras läger, varvid Hannibal Mago dör. Himilko övertar då befälet och erövrar Agrigentum (Acragas), Gela och Camarina, varvid Gela förstörs och plundras på rikedomar. Överlevarna tar sin tillflykt till Syrakusa, medan pesten förs tillbaka till Karthago av dess soldater.

## Avlidna
- Euripides, grekisk pjäsförfattare (född omkring 480 f.Kr.)
- Hannibal Mago, karthagisk general
- Sofokles, grekisk dramatiker och politiker (född omkring 496 f.Kr.).